# Helianthemum marifolium subsp. marifolium
Helianthemum marifolium subsp. marifolium é uma subespécie de planta com flor pertencente à família Cistaceae. 
A autoridade científica da subespécie é (L.) Mill., tendo sido publicada em Gard. Dict. ed. 8 n.° 24 (1768).

## Portugal
Trata-se de uma subespécie presente no território português, nomeadamente em Portugal Continental.
Em termos de naturalidade é nativa da região atrás indicada.

## Protecção
Não se encontra protegida por legislação portuguesa ou da Comunidade Europeia.